# Герб Луганського
Герб Луганського — офіційний символ селища Луганське Донецької області, затверджений сесією Луганською селищною радою.

## Опис
Герб громади являє собою геральдичний чотирикутний щит, загострений знизу.
Колір поля гербового щита синій, що символізує річку Лугань. У центрі щита – соняшник, що символізує рослину, яку переважно культивують у нашій місцевості, а також те що у нас є олія. 
Гербові прикраси навколо щита – калина, що є символом України і рожева стрічка з написом “Луганська громада”. 

## Історія
Геральдистом-ентузіастом С.А.Акатовим випускався сувенірний значок з емблемою селища Луганське. Мабуть, цей варіант емблеми не використовувався і не затверджувався офіційно.